# 穆隆 (卢瓦雷省)
穆隆（法語：Moulon，法語發音：[mulɔ̃]）是法国卢瓦雷省的一个市镇，位于该省东北部，属于蒙塔日区。

## 地理
穆隆（48°1'10"N, 2°35'28"E）面积9.4 平方千米，位于法国中央-卢瓦尔河谷大区卢瓦雷省，该省份为法国中北部省份，北起埃松省，西北接厄尔-卢瓦省，西南接卢瓦-谢尔省，南至涅夫勒省和谢尔省，东临约讷省，东北接塞纳-马恩省。
与穆隆接壤的市镇（或旧市镇、城区）包括：米涅雷特、沙普隆、拉东、米涅尔、圣莫里斯叙费萨尔、维勒穆捷、维勒沃克。

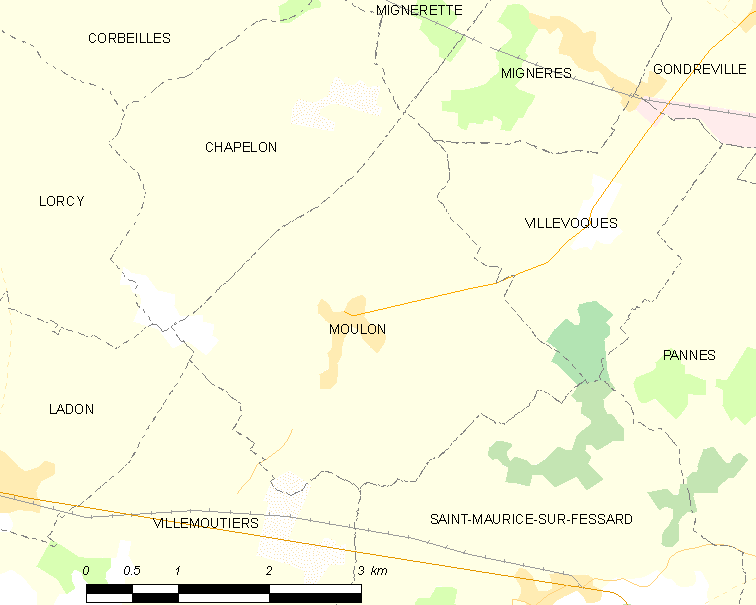
的OSM定位图

穆隆的时区为UTC+01:00、UTC+02:00（夏令时）。

## 行政
穆隆的邮政编码为45270，INSEE市镇编码为45219。

## 政治
穆隆所属的省级选区为洛里斯县。

## 人口

1962-2008年间人口变化图示

穆隆于2022年1月1日时的人口数量为183人。